# Maude Apatow
Pour les articles homonymes, voir Apatow.
Maude Apatow est une actrice américaine née le 15 décembre 1997 à Los Banos en Californie.
Elle se fait connaitre avec les films En cloque, mode d'emploi, Funny People ou encore 40 ans : Mode d'emploi, réalisés par son père, Judd Apatow, et dans lesquels elle interprète toujours la fille du personnage de sa mère, l'actrice Leslie Mann.
Elle prend par la suite son indépendance en jouant dans la comédie dramatique Other People puis dans le thriller satirique Assassination Nation. Depuis 2019, elle fait partie de la distribution principale de la série télévisée Euphoria dans laquelle elle interprète Lexi Howard.

## Carrière
Maude Annabelle Apatow est apparue pour la première fois en 2007 dans la comédie En cloque, mode d'emploi (Knocked Up), écrite, produite et réalisée par son père Judd Apatow. Elle joue Sadie, fille de Pete (joué par Paul Rudd) et Debbie (jouée par sa mère réelle, Leslie Mann). Sa sœur dans le film, Charlotte, est jouée par sa sœur réelle, Iris Apatow. En 2009, elle a joué Mable, la fille du personnage joué par sa mère, dans Funny People, un autre film écrit, produit et réalisé par son père. En 2012, elle a repris le rôle de Sadie dans le spin-off d’En cloque, mode d'emploi, 40 ans : Mode d'emploi (This Is 40).
Elle est connue pour avoir de très nombreux abonnés sur Twitter, ce qui l'a aidée à devenir une collaboratrice du site Web de Zooey Deschanel, HelloGiggles (en). En 2013, son fil Twitter a été élu « Meilleur fil Twitter de 2013 » par le magazine Time, qui qualifiait ses tweets de « drôles et sincères ».

## Filmographie

### En tant qu'actrice
Longs métrages
- 2005 : 40 ans, toujours puceau (The 40-Year-Old Virgin) de Judd Apatow : une fille (scène coupée)
- 2007 : En cloque, mode d'emploi (Knocked Up) de Judd Apatow : Sadie
- 2009 : Funny People de Judd Apatow : Mable
- 2012 : 40 ans : Mode d'emploi (This Is 40) de Judd Apatow : Sadie
- 2015 : Pitch Perfect 2 d'Elizabeth Banks : une fille dans le public (figurante)
- 2016 : Other People de Chris Kelly : Alexandra Mulcahey
- 2017 : The House of Tomorrow de Peter Livolsi : Meredith Whitcomb
- 2017 : Don't Mind Alice (court-métrage) d'Olivia Rosenbloom et elle-même : une fille (également co-scénariste)
- 2018 : Assassination Nation de Sam Levinson : Grace
- 2020 : The King of Staten Island de Judd Apatow : Claire Carlin
- 2025 : One Of Them Days de Lawrence Lamont : Bethany
- 2025 : Oh. What. Fun de Michael Showalter

### Télévision
Séries
- 2015 : Girls : Cleo (saison 4, 3 épisodes)
- depuis 2019 : Euphoria : Lexi Howard (rôle principal - en cours)
- 2020 : Hollywood : Henrietta Castello (mini-série - rôle récurrent)
- 2022 - 2023 : Pantheon : Justine (voix)

Émissions
- 2023 : RuPaul's Drag Race All Stars (juge invité)

### En tant que réalisatrice
Longs métrages
- 2026 : Poetic License d'elle même

## Théâtre
- 2023 : Little Shop of horrors au Westside Theatre : Audrey
- 2023 : Cabaret au Playhouse Theatre : Sally Bowles

## Récompenses et nominations
- 2013 : Nommée aux Young Artist Awards dans la catégorie Meilleur second rôle féminin dans un film, pour 40 ans : Mode d'emploi.